# Swiss Open (tennis)
Swiss Open Gstaad (sponsoreret af EFG International og kaldet EFG Swiss Open Gstaad) er en tennisturnering, der afholdes i Gstaad, Schweiz. Turneringen spilles på udendørs lerbaner. Mellem 1971 og 1989 var det en begivenhed i Grand Prix-serien og er nu en del af ATP Tour- skemaet som en ATP Tour 250.

## Tidligere finaler

### Singler
| Gstaad International               |                                     |                                     |                                     |
| 1915                               | Victor de Coubasch                  | Charles Barde                       | 8–6, 6–2, 3–6, 2–6, 6–3             |
| Incomplete roll (1916–1930, 32,34) |                                     |                                     |                                     |
| Gstaad International               |                                     |                                     |                                     |
| 1931                               | Hector Fisher                       | Charles Aeschlimann                 | 6–1, 6–1, 6–1                       |
| 1933                               | Hector Fisher (2)                   | Boris Maneff                        | 6–1, 6–3, 6–1                       |
| 1935                               | Max Ellmer                          | M Bertman                           | 6–1, 6–3, 6–4                       |
| 1936                               | Wernher Steiner                     | Guy Troncin                         | ?                                   |
| Swiss International Championships  |                                     |                                     |                                     |
| 1937                               | Guy Troncin                         | Boris Maneff                        | 6–4, 6–4, 6–4                       |
| Gstaad International               |                                     |                                     |                                     |
| 1938                               | Boris Maneff                        | André Jacquemet                     | 6–0, 3–6, 6–2, 6–3                  |
| 1939                               | Boris Maneff (2)                    | Mario Szavoszt                      | 6–3, 7–5                            |
| 1940                               | Hans Pfaff                          | Hector Cosmo Fisher                 | 6–3, 2–6, 6–4                       |
| 1941                               | Jost Spitzer                        | Georges Grange                      | 6-3 6-3 6-2                         |
| Swiss International Championships  |                                     |                                     |                                     |
| 1942                               | Hans Pfaff (2)                      | Jost Spitzer                        | 6–2, 6–4, 6–3                       |
| Gstaad International               |                                     |                                     |                                     |
| 1943                               | Jost Spitzer (2)                    | René Buser                          | 5–7, 8–6, 1–6, 6–3, 6–4             |
| 1944                               | Boris Maneff (3)                    | Jost Spitzer                        | 6–0, 6–2, 6–2                       |
| 1945                               | Boris Maneff (4)                    | Aleco Noghes                        | 6–3, 6–4, 7–5                       |
| 1946                               | Vladimír Černík                     | Bohuslav Hykš                       | 6–0, 0–6, 1–6, 6–4, 6–2             |
| 1947                               | Marcello Del Bello                  | Mario Belardinelli                  | walkover                            |
| 1948                               | Semifinals and Final not played     | Semifinals and Final not played     | Semifinals and Final not played     |
| 1949                               | Earl Cochell                        | Jaroslav Drobný                     | 3–6, 6–3, 2–6, 6–3, 7–5             |
| 1950                               | Vladimír Černík (2)                 | Sumant Misra                        | 6–1, 2–6, 6–8, 6–4, 6–3             |
| 1951                               | Russell Seymour                     | Syd Levy                            | 2–6, 6–3, 7–5, 1–6, 6-4             |
| Swiss International Championships  |                                     |                                     |                                     |
| 1952                               | Herbert Flam                        | Irvin Dorfman                       | 6–4, 6–2, 6–1                       |
| 1953                               | Not Semifinals and Final            | Not Semifinals and Final            | Not Semifinals and Final            |
| 1954                               | Lew Hoad                            | Neale Fraser                        | 6–4, 11–9, 6–4                      |
| 1955                               | Arthur Larsen                       | Enrique Morea                       | 6–4, 2–6, 6–2, 6–2                  |
| Gstaad International               |                                     |                                     |                                     |
| 1956                               | Jaroslav Drobný                     | Neale Fraser                        | 7–5, 6–3, 6–3                       |
| Swiss International Championships  |                                     |                                     |                                     |
| 1957                               | Budge Patty                         | Jaroslav Drobný                     | 3–6, 6–3, 6–3, 6–1                  |
| 1958                               | Ashley Cooper                       | Neale Fraser                        | 2–6, 3–6, 7–5, 6–4, 6–3             |
| Gstaad International               |                                     |                                     |                                     |
| 1959                               | Luis Ayala                          | Jan-Erik Lundqvist                  | 6–1, 6–2, 6–1                       |
| Swiss International Championships  |                                     |                                     |                                     |
| 1960                               | Roy Emerson                         | Mike Davies                         | 6–4, 9–7, 6–2                       |
| 1961                               | Roy Emerson (2)                     | Luis Ayala                          | 6–3, 6–1, 6–0                       |
| Gstaad International               |                                     |                                     |                                     |
| 1962                               | Rod Laver                           | Neale Fraser                        | 6–4, 6–4, 8–6                       |
| Swiss International Championships  |                                     |                                     |                                     |
| 1963                               | Nicola Pietrangeli                  | Roy Emerson                         | 7–5, 6–2, 6–2                       |
| Gstaad International               |                                     |                                     |                                     |
| 1964                               | Thomaz Koch                         | Ronald Barnes                       | 6–3, 6–1, 7–9, 7–5                  |
| 1965                               | Patricio Rodríguez                  | Thomaz Koch                         | 2–6, 6–3, 6–2, 6–2                  |
| Swiss International Championships  |                                     |                                     |                                     |
| 1966                               | Roy Emerson (3)                     | Manuel Santana                      | 5–7, 7–5, 6–3                       |
| 1967                               | Roy Emerson (3)                     | Manuel Santana                      | 6–2, 8–6, 6–4                       |
| ↓ Open era ↓                       |                                     |                                     |                                     |
| Swiss Open Championships           |                                     |                                     |                                     |
| 1968                               | Cliff Drysdale                      | Tom Okker                           | 6–3, 6–3, 6–0                       |
| 1969                               | Roy Emerson (4)                     | Tom Okker                           | 6–1, 12–14, 6–4, 6–4                |
| 1970                               | Tony Roche                          | Tom Okker                           | 7–5, 7–5, 6–3                       |
| ↓ Grand Prix circuit ↓             |                                     |                                     |                                     |
| 1971                               | John Newcombe                       | Tom Okker                           | 6–2, 5–7, 1–6, 7–5, 6–3             |
| 1972                               | Andrés Gimeno                       | Adriano Panatta                     | 7–5, 9–8, 6–4                       |
| 1973                               | Ilie Năstase                        | Roy Emerson                         | 6–4, 6–3, 6–3                       |
| 1974                               | Guillermo Vilas                     | Manuel Orantes                      | 6–1, 6–2                            |
| 1975                               | Ken Rosewall                        | Karl Meiler                         | 6–4, 6–4, 6–3                       |
| 1976                               | Raúl Ramírez                        | Adriano Panatta                     | 7–5, 6–7, 6–1, 6–3                  |
| 1977                               | Jeff Borowiak                       | Jean-François Caujolle              | 2–6, 6–1, 6–3                       |
| 1978                               | Guillermo Vilas                     | José Luis Clerc                     | 6–3, 7–6, 6–4                       |
| 1979                               | Ulrich Pinner                       | Peter McNamara                      | 6–2, 6–4, 7–5                       |
| 1980                               | Heinz Günthardt                     | Kim Warwick                         | 4–6, 6–4, 7–6                       |
| 1981                               | Wojciech Fibak                      | Yannick Noah                        | 6–1, 7–6                            |
| 1982                               | José Luis Clerc                     | Guillermo Vilas                     | 6–1, 6–3, 6–2                       |
| 1983                               | Sandy Mayer                         | Tomáš Šmíd                          | 6–0, 6–3, 6–2                       |
| 1984                               | Joakim Nyström                      | Brian Teacher                       | 6–4, 6–2                            |
| 1985                               | Joakim Nyström (2)                  | Andreas Maurer                      | 6–4, 1–6, 7–5, 6–3                  |
| 1986                               | Stefan Edberg                       | Roland Stadler                      | 7–5, 4–6, 6–1, 4–6, 6–2             |
| 1987                               | Emilio Sánchez                      | Ronald Agénor                       | 6–2, 6–3, 7–6                       |
| 1988                               | Darren Cahill                       | Jakob Hlasek                        | 6–3, 6–4, 7–6                       |
| 1989                               | Carl-Uwe Steeb                      | Magnus Gustafsson                   | 6–7, 3–6, 6–2, 6–4, 6–2             |
| ↓ ATP Tour 250 ↓                   |                                     |                                     |                                     |
| 1990                               | Martín Jaite                        | Sergi Bruguera                      | 6–3, 6–7, 6–2, 6–2                  |
| 1991                               | Emilio Sánchez (2)                  | Sergi Bruguera                      | 6–1, 6–4, 6–4                       |
| 1992                               | Sergi Bruguera                      | Francisco Clavet                    | 6–1, 6–4                            |
| 1993                               | Sergi Bruguera (2)                  | Karel Nováček                       | 6–3, 6–4                            |
| 1994                               | Sergi Bruguera (3)                  | Guy Forget                          | 3–6, 7–5, 6–2, 6–1                  |
| 1995                               | Yevgeny Kafelnikov                  | Jakob Hlasek                        | 6–3, 6–4, 3–6, 6–3                  |
| 1996                               | Albert Costa                        | Félix Mantilla                      | 4–6, 7–6(7–2), 6–1, 6–0             |
| 1997                               | Félix Mantilla                      | Joan Albert Viloca                  | 6–1, 6–4, 6–4                       |
| 1998                               | Àlex Corretja                       | Boris Becker                        | 7–6(7–5), 7–5, 6–3                  |
| 1999                               | Albert Costa (2)                    | Nicolás Lapentti                    | 7–6(7–4), 6–3, 6–4                  |
| 2000                               | Àlex Corretja (2)                   | Mariano Puerta                      | 6–1, 6–3                            |
| 2001                               | Jiří Novák                          | Juan Carlos Ferrero                 | 6–1, 6–7(5–7), 7–5                  |
| 2002                               | Àlex Corretja (3)                   | Gastón Gaudio                       | 6–3, 7–6(7–3), 7–6(7–3)             |
| 2003                               | Jiří Novák                          | Roger Federer                       | 5–7, 6–3, 6–3, 1–6, 6–3             |
| 2004                               | Roger Federer                       | Igor Andreev                        | 6–2, 6–3, 5–7, 6–3                  |
| 2005                               | Gastón Gaudio                       | Stan Wawrinka                       | 6–4, 6–4                            |
| 2006                               | Richard Gasquet                     | Feliciano López                     | 7–6(7–4), 6–7(3–7), 6–3, 6–3        |
| 2007                               | Paul-Henri Mathieu                  | Andreas Seppi                       | 6–7(1–7), 6–3, 7–5                  |
| 2008                               | Victor Hănescu                      | Igor Andreev                        | 6–3, 6–4                            |
| 2009                               | Thomaz Bellucci                     | Andreas Beck                        | 6–4, 7–6(7–2)                       |
| 2010                               | Nicolás Almagro                     | Richard Gasquet                     | 7–5, 6–1                            |
| 2011                               | Marcel Granollers                   | Fernando Verdasco                   | 6–4, 3–6, 6–3                       |
| 2012                               | Thomaz Bellucci (2)                 | Janko Tipsarević                    | 6–7(6–8), 6–4, 6–2                  |
| 2013                               | Mikhail Youzhny                     | Robin Haase                         | 6–3, 6–4                            |
| 2014                               | Pablo Andújar                       | Juan Mónaco                         | 6–3, 7–5                            |
| 2015                               | Dominic Thiem                       | David Goffin                        | 7–5, 6–2                            |
| 2016                               | Feliciano López                     | Robin Haase                         | 6–4, 7–5                            |
| 2017                               | Fabio Fognini                       | Yannick Hanfmann                    | 6–4, 7–5                            |
| 2018                               | Matteo Berrettini                   | Roberto Bautista Agut               | 7–6(11–9), 6–4                      |
| 2019                               | Albert Ramos Viñolas                | Cedrik-Marcel Stebe                 | 6–3, 6–2                            |
| 2020                               | Ikke afholdt pga. COVID-19 pandemic | Ikke afholdt pga. COVID-19 pandemic | Ikke afholdt pga. COVID-19 pandemic |
| 2021                               | Casper Ruud                         | Hugo Gaston                         | 6–3, 6–2                            |
| 2022                               | Casper Ruud (2)                     | Matteo Berrettini                   | 4–6, 7–6(7–4), 6–2                  |
| 2023                               | Pedro Cachin                        | Albert Ramos Viñolas                | 3–6, 6–0, 7–5                       |
| 2024                               | Matteo Berrettini (2)               | Quentin Halys                       | 6–3, 6–1                            |
| 2025                               | Alexander Bublik                    | Juan Manuel Cerúndolo               | 6–4, 4–6, 6–3                       |

### Doubles
| År                     | Vinder                                        | Finalist                               | Score                                  |
| ---------------------- | --------------------------------------------- | -------------------------------------- | -------------------------------------- |
| 1968                   | John Newcombe Dennis Ralston                  | Mal Anderson Tom Okker                 | 8–10, 12–10, 12–14, 6–3, 6–3           |
| 1969                   | Tom Okker Marty Riessen                       | Mal Anderson Roy Emerson               | 6–1, 6–4                               |
| 1970                   | Cliff Drysdale Roger Taylor                   | Tom Okker Marty Riessen                | 6–2, 6–3, 6–2                          |
| ↓ Grand Prix circuit ↓ |                                               |                                        |                                        |
| 1971                   | John Alexander Phil Dent                      | John Newcombe Tom Okker                | 5–7, 6–3, 6–4                          |
| 1972                   | Andrés Gimeno Antonio Muñoz                   | Adriano Panatta Ion Țiriac             | 9–8, 4–6, 6–1, 7–5                     |
| 1973                   | doubles not held                              | doubles not held                       | doubles not held                       |
| 1974                   | José Higueras Manuel Orantes                  | Roy Emerson Thomaz Koch                | 7–5, 0–6, 6–1, 9–8                     |
| 1975                   | Jürgen Fassbender Hans-Jürgen Pohmann         | Colin Dowdeswell Ken Rosewall          | 6–4, 9–7, 6–1                          |
| 1976                   | Jürgen Fassbender (2) Hans-Jürgen Pohmann (2) | Paolo Bertolucci Adriano Panatta       | 7–5, 6–3, 6–3                          |
| 1977                   | Jürgen Fassbender (3) Karl Meiler             | Colin Dowdeswell Bob Hewitt            | 6–4, 7–6                               |
| 1978                   | Mark Edmondson Tom Okker                      | Bob Hewitt Kim Warwick                 | 6–4, 1–6, 6–1, 6–4                     |
| 1979                   | Mark Edmondson (2) John Marks                 | Ion Țiriac Guillermo Vilas             | 2–6, 6–1, 6–4                          |
| 1980                   | Colin Dowdeswell Ismail El Shafei             | Mark Edmondson Kim Warwick             | 6–4, 6–4                               |
| 1981                   | Heinz Günthardt Markus Günthardt              | David Carter Paul Kronk                | 6–4, 6–1                               |
| 1982                   | Sandy Mayer Ferdi Taygan                      | Heinz Günthardt Markus Günthardt       | 6–2, 6–3                               |
| 1983                   | Pavel Složil Tomáš Šmíd                       | Colin Dowdeswell Wojciech Fibak        | 6–7, 6–4, 6–2                          |
| 1984                   | Heinz Günthardt (2) Markus Günthardt (2)      | Givaldo Barbosa João Soares            | 6–4, 3–6, 7–6                          |
| 1985                   | Wojciech Fibak Tomáš Šmíd (2)                 | Brad Drewett Mark Edmondson            | 6–7, 6–4, 6–4                          |
| 1986                   | Sergio Casal Emilio Sánchez                   | Stefan Edberg Joakim Nyström           | 6–3, 3–6, 6–3                          |
| 1987                   | Jan Gunnarsson Tomáš Šmíd (3)                 | Loïc Courteau Guy Forget               | 7–6, 6–2                               |
| 1988                   | Petr Korda Milan Šrejber                      | Andrés Gómez Emilio Sánchez            | 7–6, 7–6                               |
| 1989                   | Cássio Motta Todd Witsken                     | Petr Korda Milan Šrejber               | 6–4, 6–3                               |
| ↓ ATP Tour 250 ↓       |                                               |                                        |                                        |
| 1990                   | Sergio Casal (2) Emilio Sánchez (2)           | Omar Camporese Javier Sánchez          | 6–3, 3–6, 7–5                          |
| 1991                   | Gary Muller Danie Visser                      | Guy Forget Jakob Hlasek                | 7–6, 6–4                               |
| 1992                   | Hendrik Jan Davids Libor Pimek                | Petr Korda Cyril Suk                   | W/O                                    |
| 1993                   | Cédric Pioline Marc Rosset                    | Hendrik Jan Davids Piet Norval         | 6–3, 3–6, 7–6                          |
| 1994                   | Sergio Casal (3) Emilio Sánchez (3)           | Menno Oosting Daniel Vacek             | 7–6, 6–4                               |
| 1995                   | Luis Lobo Javier Sánchez                      | Arnaud Boetsch Marc Rosset             | 6–7, 7–6, 7–6                          |
| 1996                   | Jiří Novák Pavel Vízner                       | Trevor Kronemann David Macpherson      | 4–6, 7–6, 7–6                          |
| 1997                   | Yevgeny Kafelnikov Daniel Vacek               | Trevor Kronemann David Macpherson      | 4–6, 7–6, 6–3                          |
| 1998                   | Gustavo Kuerten Fernando Meligeni             | Daniel Orsanic Cyril Suk               | 6–4, 7–5                               |
| 1999                   | Donald Johnson Cyril Suk                      | Aleksandar Kitinov Eric Taino          | 7–5, 7–6                               |
| 2000                   | Jiří Novák (2) David Rikl                     | Jérôme Golmard Michael Kohlmann        | 3–6, 6–3, 6–4                          |
| 2001                   | Roger Federer Marat Safin                     | Michael Hill Jeff Tarango              | 0–1, retired                           |
| 2002                   | Joshua Eagle David Rikl (2)                   | Massimo Bertolini Cristian Brandi      | 7–6, 6–4                               |
| 2003                   | Leander Paes David Rikl (3)                   | František Čermák Leoš Friedl           | 6–3, 6–3                               |
| 2004                   | Leander Paes David Rikl (4)                   | Marc Rosset Stan Wawrinka              | 6–4, 6–2                               |
| 2005                   | František Čermák Leoš Friedl                  | Michael Kohlmann Rainer Schüttler      | 7–6, 7–6                               |
| 2006                   | Jiří Novák (3) Andrei Pavel                   | Marco Chiudinelli Jean-Claude Scherrer | 6–3, 6–1                               |
| 2007                   | František Čermák (2) Pavel Vízner (2)         | Marc Gicquel Florent Serra             | 7–5, 5–7, [10–7]                       |
| 2008                   | Jaroslav Levinský Filip Polášek               | Stéphane Bohli Stan Wawrinka           | 3–6, 6–2, [11–9]                       |
| 2009                   | Marco Chiudinelli Michael Lammer              | Jaroslav Levinský Filip Polášek        | 7–5, 6–3                               |
| 2010                   | Johan Brunström Jarkko Nieminen               | Marcelo Melo Bruno Soares              | 6–3, 6–7(4–7), [11–9]                  |
| 2011                   | František Čermák (3) Filip Polášek            | Christopher Kas Alexander Peya         | 6–3, 7–6(11–9)                         |
| 2012                   | Marcel Granollers Marc López                  | Robert Farah Santiago Giraldo          | 6–4, 7–6(11–9)                         |
| 2013                   | Jamie Murray John Peers                       | Pablo Andújar Guillermo García López   | 6–3, 6–4                               |
| 2014                   | Andre Begemann Robin Haase                    | Rameez Junaid Michal Mertiňák          | 6–3, 6–4                               |
| 2015                   | Aliaksandr Bury Denis Istomin                 | Oliver Marach Aisam-ul-Haq Qureshi     | 3–6, 6–2, [10–5]                       |
| 2016                   | Julio Peralta Horacio Zeballos                | Mate Pavić Michael Venus               | 7–6(7–2), 6–2                          |
| 2017                   | Oliver Marach Philipp Oswald                  | Jonathan Eysseric Franko Škugor        | 6–3, 4–6, [10–8]                       |
| 2018                   | Matteo Berrettini Daniele Bracciali           | Denys Molchanov Igor Zelenay           | 7–6(7–2), 7–6(7–5)                     |
| 2019                   | Sander Gillé Joran Vliegen                    | Philipp Oswald Filip Polášek           | 6–4, 6–3                               |
| 2020                   | Ikke afholdt grundet COVID-19 pandemic        | Ikke afholdt grundet COVID-19 pandemic | Ikke afholdt grundet COVID-19 pandemic |
| 2021                   | Marc-Andrea Hüsler Dominic Stricker           | Szymon Walków Jan Zieliński            | 6–1, 7–6(9–7)                          |
| 2022                   | Tomislav Brkić Francisco Cabral               | Robin Haase Philipp Oswald             | 6–4, 6–4                               |
| 2023                   | Dominic Stricker (2) Stan Wawrinka            | Marcelo Demoliner Matwé Middelkoop     | 7–6(10–8), 6–2                         |
| 2024                   | Yuki Bhambri Albano Olivetti                  | Ugo Humbert Fabrice Martin             | 3–6, 6–3, 10–6                         |
| 2025                   | Francisco Cabral Lucas Miedler                | Hendrik Jebens Albano Olivetti         | 6–7(4–7), 7–6(7–4), [10–3]             |